# Eva Almstädt
Eva Almstädt (* 23. November 1965 in Hamburg) ist eine deutsche Krimischriftstellerin.

## Leben
Nach dem Abitur absolvierte Almstädt eine handwerkliche Ausbildung zur Raumausstatterin, unter anderem in den Ateliers des Studio Hamburg.
Es folgte ein Innenarchitektur-Studium an der Fachhochschule für Kunst und Design in Hannover. Anschließend arbeitete sie fünf Jahre in einem Möbelhaus im Bereich Küchen- und Wohnraumplanung.
Seit 2001 ist Almstädt als Autorin tätig. Neben ihrer Pia-Korittki-Reihe, die an der Ostsee spielt, erschien im Mai 2022 mit „Am dunklen Wasser“ der erste Band der Reihe Akte Nordsee.
Almstädt ist Mitglied bei Mörderische Schwestern – Vereinigung deutschsprachiger KrimiAutorinnen, ein ehemaliges Chapter der Sisters in Crime, und dem Syndikat, der Autorengruppe deutschsprachiger Kriminalliteratur.
1997 folgten ein Umzug nach Schleswig-Holstein und die Geburt zweier Kinder. Seit 2019 lebt sie in Hamburg.

## Werke

### Bücher
- Dornteufel, Bastei Lübbe, Bergisch Gladbach, 2013, ISBN 978-3-404-16891-0.

#### Pia-Korittki-Reihe
1. 2004: Kalter Grund, Bastei Lübbe, Bergisch Gladbach, ISBN 3-404-15239-5.
2. 2006: Engelsgrube, Bastei Lübbe, Bergisch Gladbach, ISBN 978-3-404-15465-4.
3. 2007: Blaues Gift, Bastei Lübbe, Bergisch Gladbach, ISBN 978-3-404-15642-9.
4. 2008: Grablichter, Bastei Lübbe, Bergisch Gladbach, ISBN 978-3-404-15826-3.
5. 2009: Tödliche Mitgift, Bastei Lübbe, Bergisch Gladbach, ISBN 978-3-404-15973-4.
6. 2010: Ostseeblut, Bastei Lübbe, Bergisch Gladbach, ISBN 978-3-404-16409-7.
7. 2011: Düsterbruch, Bastei Lübbe, Bergisch Gladbach, ISBN 978-3-404-16555-1.
8. 2012: Ostseefluch, Bastei Lübbe, Bergisch Gladbach, ISBN 978-3-404-16629-9.
9. 2014: Ostseesühne, Bastei Lübbe, Bergisch Gladbach, ISBN 978-3-404-16928-3.
10. 2015: Ostseefeuer, Bastei Lübbe, Bergisch Gladbach, ISBN 978-3-404-17187-3.
11. 2016: Ostseetod, Bastei Lübbe, Bergisch Gladbach, ISBN 978-3-404-17341-9.
12. 2017: Ostseejagd, Bastei Lübbe, Bergisch Gladbach, ISBN 978-3-404-17510-9.
13. 2018: Ostseerache, Bastei Lübbe, Bergisch Gladbach, ISBN 978-3-404-17666-3.
14. 2019: Ostseeangst, Bastei Lübbe, Bergisch Gladbach, ISBN 978-3-404-17821-6.
15. 2020: Ostseegruft, Bastei Lübbe, Bergisch Gladbach, ISBN 978-3-404-17967-1.
16. 2021: Ostseefalle, Bastei Lübbe, Bergisch Gladbach, ISBN 978-3-404-18398-2.
17. 2022: Ostseekreuz, Bastei Lübbe, Köln, ISBN 978-3-404-18573-3.
18. 2023: Ostseenebel, Bastei Lübbe, Köln, ISBN 978-3-404-18996-0.
19. 2024: Ostseefinsternis, Lübbe, Köln, ISBN 978-3-404-19317-2
20. 2025: Ostseedämmerung, Lübbe, Köln, ISBN 978-3-404-19446-9.

Pia-Korittki-Bände außerhalb der Reihenzählung
- 2016: Eisige Wahrheit: Ein Urlaubskrimi mit Pia Korittki, Bastei Lübbe, Bergisch Gladbach, ISBN 978-3-7325-3856-0
- 2017: Dunkler Abgrund: Ein Urlaubskrimi mit Pia Korittki, Bastei Lübbe, Bergisch Gladbach, ISBN 978-3-7325-4616-9
- 2018: Ostseemorde, Zwei Fälle für Pia Korittki, Bastei Lübbe, Bergisch Gladbach, ISBN 978-3-404-27167-2. (Doppelband mit den Urlaubskrimis Eisige Wahrheit und Dunkler Abgrund)
- 2020: Ostseelüge: Ein Urlaubskrimi mit Pia Korittki, Bastei Lübbe, Bergisch Gladbach, ISBN 978-3-404-17953-4
- 2021: Kalter Grund / Engelsgrube, Weltbild, Augsburg, ISBN 9783963774461 (Doppelband)

#### Akte Nordsee
- Am dunklen Wasser, Lübbe, Köln 2022, ISBN 978-3-7517-2066-3
- Der Teufelshof, Lübbe, Köln 2023, ISBN 978-3-404-18997-7
- Das schweigende Dorf, Lübbe, Köln 2024, ISBN 978-3-404-19316-5

### Hörbücher (Auszug)
- 2014: Kalter Grund, Lübbe Audio Köln, 253 Min., 4 CDs gelesen von Anne Moll, ISBN 978-3-7857-5006-3.